# Медаль «За хоробрість» (Австро-Угорщина)
Медаль «За хоробрість» (нім. Tapferkeitsmedaille) — медаль, що нею нагороджувались унтер-офіцери і рядові збройних сил Австро–Угорщини, які прославились на полі бою. 

## Історія

### Габсбурзька монархія
19 липня 1789 року імператор Священної Римської імперії Йосиф II затвертив нові Золоті та Срібні Почесні медалі (нім. Ehran Medaille). Вони призначалася для нагородження унтерофіцерів імператорсько-королівських збройних сил, які відзначилися на полі бою.
Ця медаль - найстаріший австрійський знак доблесті, виданий спеціально для унтерофіцерів та військовослужбовців. Також це перша австрійська нагорода, яку носили на військовій стрічці. Ця нагорода, яка після 1809 року буде названа Медаллю «За хоробрість» (нім. Tapferkeit Medaille), є попередником усіх медалей за хоробрість, які згодом будуть видані Австрійською та Австро-Угорською імперіями.
Медаль була надзвичайно престижною відмінністю, оскільки була єдиною нагородою для нижніх чинів та вручалася їм за такі заслуги, які б, будучи досконалими офіцерами, заслуговували нагородження Військовим орденом Марії Терезії.
Під час правління Леопольда II в 1790 – 1792 рр. медалі не присуджувалися.

### Австрійська імперія
18 травня 1809 року, згідно рескрипту судової військової ради було змінено статут і колишня медаль була перейменована в «Медаль За хоробрість»
Медалі виготовлялися діаметром 40 мм із золота (вага 28 грамів, що відповідало вазі 8 золотих дукатів) і срібла (вага 17 грамів).
19 серпня 1848 року імператор Австрії Фердинанд І розділив Срібну Медаль «За хоробрість» на два ступені: перша ступінь – розміром 40 мм; друга – 31 мм.

### Австро-Угорщина
14 лютого 1915 року цісар Франц Йосиф I заснував Бронзову Медаль «За хоробрість», що виготовлялася того ж розміру, що і Срібна Медаль 2 ступеня (31 мм). У відмінності від раніше існуючих ступенів, «Бронзова медаль» могла бути вручена унтер-офіцерам та рядовим союзницьких армій.
29 листопада 1915 року імператорським декретом були введені горизонтальні полоски, які присуджувалися за повторні нагородження. Полоски були розміщені на трикутній стрічці – одна застібка за двічі нагородженого медаллю, дві – за триразову нагороду, три – за чотириразову нагороду.
21 листопада 1916 року, в зв'язку із смертю імператора Австро-Угорської монархії Франца Йосифа І виникла необхідність зміни дизайну нагороди. Нова версія була опублікована 4 квітня 1917 року в 18-у номері «Normal-Verordnungsblatt». Навкруги зображення нового імператора Австро-Угорщини Карла І в мундирі фельдмаршала поміщався латинський текст:
«лат. CAROLVS D.G. IMP. AVST. REX BOH. ETC. ET REX APOST. HVNG.»
(Карл милістю Божою Імператор Австрії, король Богемії і т.д. і Апостольський Король Угорщини)
На реверсі напис замінили на «лат. FORTITVDINI» (Хоробрість).
15 вересня 1917 року в статут нагороди були внесені нові зміни: тепер «Золотими» і «Срібними» медалями могли нагороджуватися й офіцери. Особливо це було тоді, коли хороброго вчинку або чудового керівництва було недостатньо нагородити Військовим орденом Марії Терезії.
Офіцерські медалі відрізнялися тим, що на колодці кріпився, в залежності від степені, золотий або срібний вензель «К».  Хоча нагородження Медаллю «За хоробрість» унтер-офіцерів і рядових було делеговано командуванням Армій, вручення їх офіцерам залишилося прерогативою цісаря.
До середини 1918 року було виготовлено близько 950 000 «Бронзових медалей», 384 000 — «Срібних II ступеня», 143 000 — «Срібних І ст.» і 3.700 — «Золотих».

#### Привілеї
З самого початку володарі Срібної медалі отримували половину регулярної заробітної плати як постійну допомогу, володарі Золотої медалі отримували всю заробітну плату як надбавку, тобто фактично отримували подвійну заробітну плату. Надбавка надавалася протягом усього періоду служби, навіть якщо володар медалі згодом піднявся до офіцерського складу. Вирішальним для розміру надбавки було звання, яке власник мав у день нагородження. Допомога залишалася незмінною протягом періоду служби, навіть якщо пізніше отримували вищу заробітну плату. У разі пізнішої втрати працездатності виплати по інвалідності ставали еталоном розміру надбавок. Володарі Срібної медалі 2 ступеня та Бронзової не отримували жодної додаткової заробітної плати, як і солдати, які на момент нагородження вже були офіцерами.
18 вересня 1914 року в «Zirkularverordnung» встановив розмір пенсії: за «Золоту медаль» — 30 крон в місяць, за «Срібну Першого ступеню» — 15 і за «Срібну Другого ступеня» — 7,50. Нагороджені «Бронзовою медаллю» прав на пенсію не мали. Повторні нагородження не приводили до збільшення розміру пенсії.
Після Першої світової війни виплата зберігалася до 1923 року, але потім припинилася через інфляцію та валютну реформу 1924 - 1925 рр. Лише 26 березня 1931 р. власники вищих нагород отримували почесну зарплату на основі так званого «Закону про допомогу за хоробрість». За Золоту медаль «За хоробрість» припадало 50 шилінгів щорічно, за Срібну медаль «За хоробрість»  I ступеня – 25 шилінгів. Власники меншої Срібної медалі залишилися з порожніми руками через обмежені державні доходи та нібито низькі вимоги щодо практики нагородження.
Після аншлюсу Австрії Третім Рейхом Золота медаль «За хоробрість» (разом з Військовим орденом Марії Терезії) була встановлена як німецька нагорода в Законі «Про орден» від 27 серпня 1939 року. Володарі відповідних нагород отримували почесну зарплату на все життя – 20 рентних марок на місяць. Таким чином, власники були фінансово рівні з прусським Золотим хрестом «За військові заслуги». Володарі Великої Срібної медалі «За хоробрість» були удостоєні почесній зарплаті за указом рейхс-міністра праці від 8 вересня 1939 року. За розпорядженням Верховного командування армії від 13 березня 1940 року власники Маленької Срібної також отримували почесну зарплату.
Федеральна Республіка Німеччина як правонаступник Німецького Рейху взяла на себе виконання Закону «Про орден» 1939 р. З 1957 р., лише для осіб з німецьким громадянством і з місцем проживання в Німеччині почали видаватися надбавки. Спочатку бенефіціари отримували почесну заробітну плату в розмірі 25 німецьких марок. Власники Срібної медалі в обох класах були остаточно виключені.
Однак вже Австрійська Республіка, виплачувала почесну зарплату з 1958 року: спочатку 100, 50 або 25 шилінгів, залежно від рівня нагороди. З тих пір суми були скориговані вгору.

## Носіння
Медаль «За хоробрість» носили на трикутній стрічці з лівого боку грудей.

## Дизайн

### Стрічка

#### Розміри
Біло-червона стрічка з моменту створення медалі мала ширину 76 мм. Широка середня смуга була з горизонтальних чергуючих вузьких червоних і білих смужок. 
По краях розташовувалися червона і біла смуги (від центру до країв). 
З 19 серпня 1848 року стрічка зменшилася по ширині до 40 мм, при цьому центральна смуга стала 20 мм завширшки, а бічні смуги – по 5 мм. З цього ж часу стрічка медалі стала складатися в трикутну, характерну для австро-угорських нагород, колодку.

#### Різновиди
Горизонтальні полоски, які застосовувалися для подвійних і більше нагороджень, на стрічці виготовлялися з нержавіючої сталі та були за розміром 8 мм, виробником цих полосок був Йоганн Цимблер з Відня, на звороті було його клеймо.

В нагороджених офіцерів на стрічці розміщувався вензель «К» у золотому або срібному кольорі.

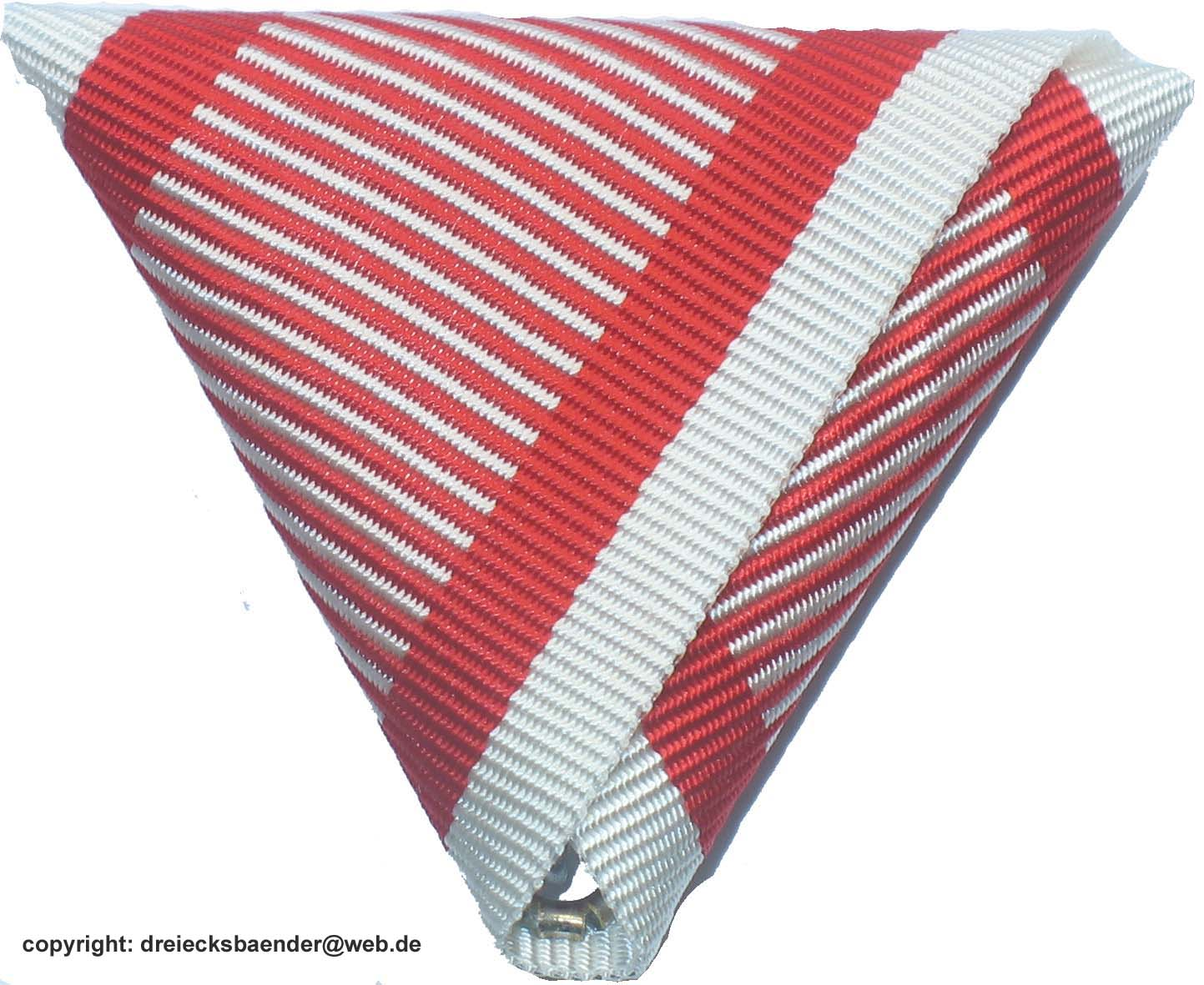
Стрічка
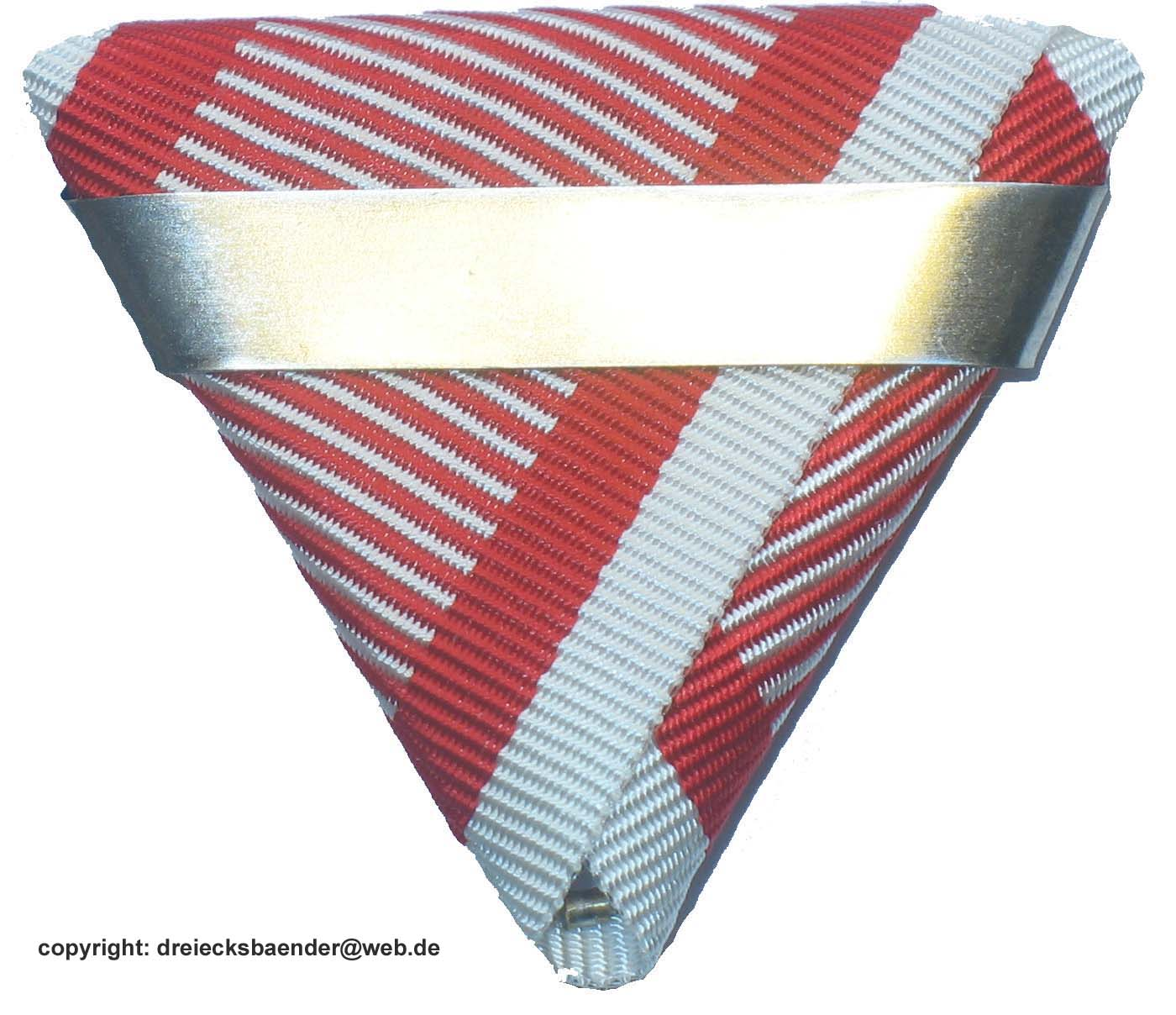
Горизонтальна полоска для відзначення подвійного нагородження
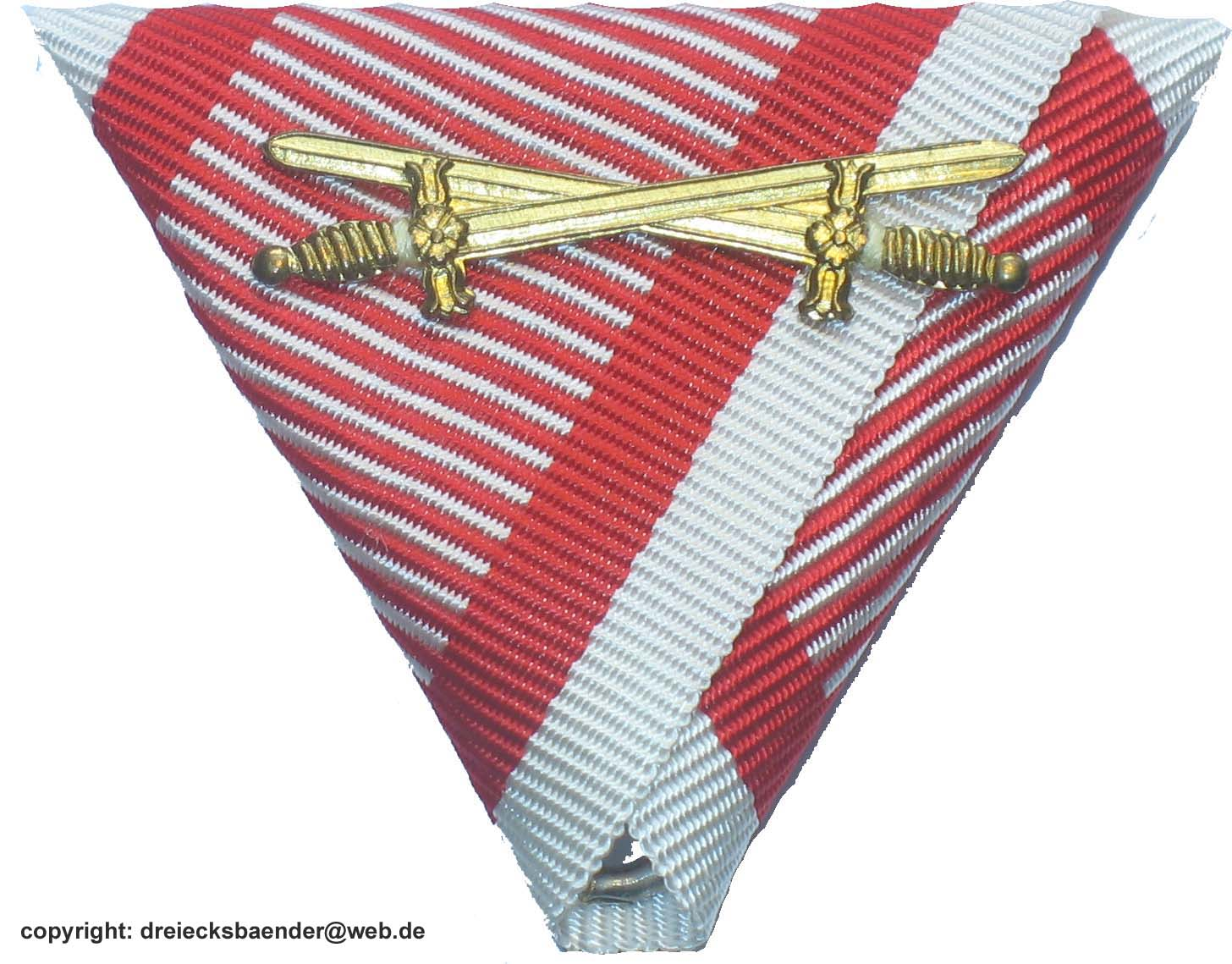
Стрічка з мечами для відзначення передових бійців
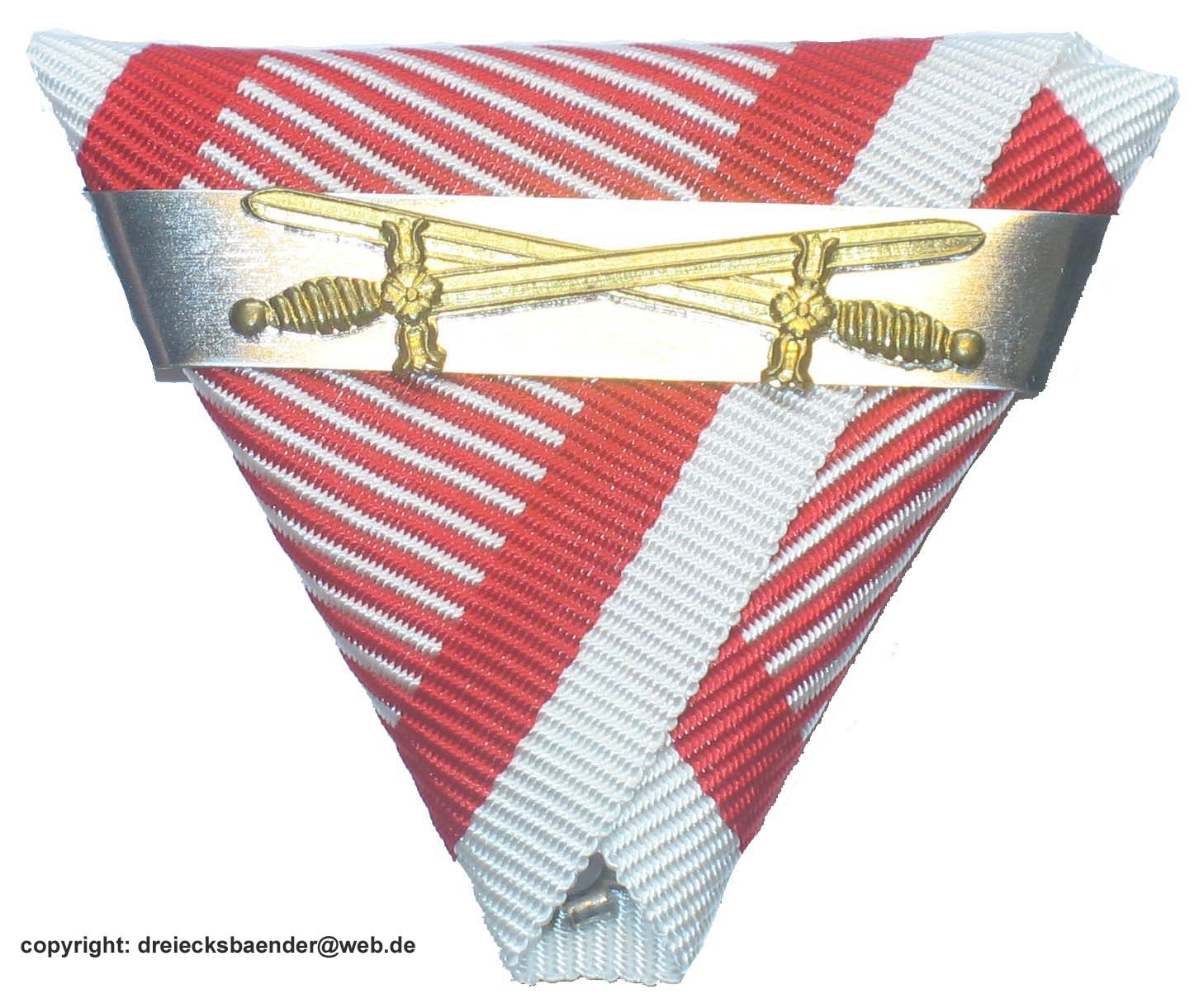
Полоска повторного нагородження з мечами на стрічці
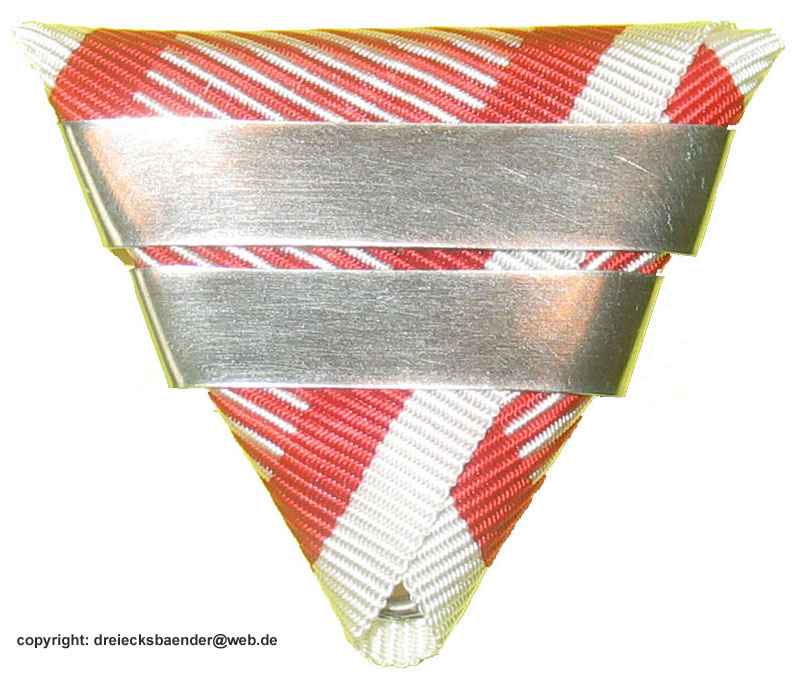
Дві полоски для відзачення триразового нагородження
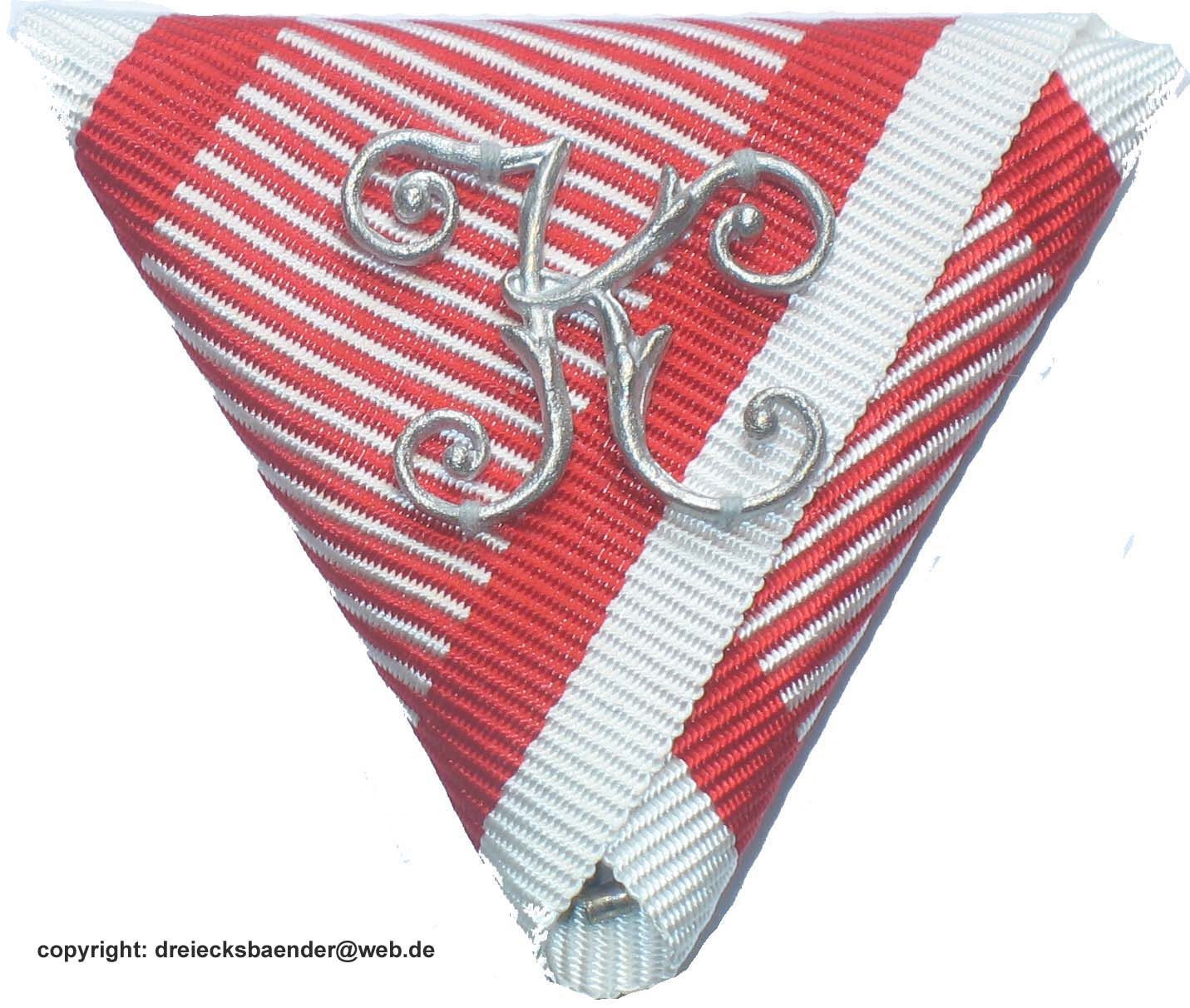
Стрічка з срібним вензелем «К» (18 мм - висота) для Срібної Медалі. Таку стрічку носили лише нагороджені офіцери.

Планка медалі «За хоробрість» (38-41 мм), носилася на лівій стороні грудей.

### Медаль

#### Аверс
На аверсі Медалі «За хоробрість» зображувався профіль правлячого імператора. Зміна імператорів, зміна на аверсі медалі легенд і підписів медальєрів, що різали штемпелі медалей, привело до великого числа різновидів. Так, наприклад, тільки портрет цісаря Франца Йосифа I тричі кардинально змінювався – від юнацького до зрілого віку (але завжди в обмундируванні фельдмаршала). При цьому навкруги портрета імператора з 1849 року був текст:
«нім. FRANZ JOSEPH I. KAISER VON OESTERREICH» (Франц Йосиф І імператор Австрії), 
а з 1859 р. і до останніх днів його правління (1804): 
«нім. FRANZ JOSEPH I V.G.G. KAISER V. OESTERREICH»  (Франц Йосиф І милістю Божою імператор Австрії).
Також на аверсі під бюстом правлячого імператора було викорбувано ім'я дизайнера. На золотих та срібних медалях (1 класу) – «LEISEK» (Фрідріх Лейсек); в срібної (2 класу) та бронзової – «TAUTENHAYN» (Йозеф Таутенгайн) також зустрічався «KAUTSCH» (Генріх Каутч),для деяких золотих медалей, що виготовлялися ручним способом – «PETLZ» (Ф. Петлц), Йозеф Даніель Бохм
Іноді на краю медалі часто зустрічається клеймо імперського монетного двору Відня у вигляді годинника.

#### Реверс
На реверсі зображувався лавровий вінок, пов'язаний внизу літаючою стрічкою, дно якої спирається на групу з чотирьох схрещених прапорів і двох штандарів із зигзагоподібними лініями для позначення кольорів чорного, жовтого, червоного, білого та зеленого. Частково прихований листям вінка, на правому передньому прапорі з'являється половина австрійського, а на відповідному прапорі ліворуч половина великого угорського герба Подвійної монархії і надпис: 
«нім. DER TAPFERKEIT» (За хоробрість).
Під час правління Карла І:
«лат. FORTITVDINI» (Хоробрість).

#### Метал, вага та діаметр
Золота медаль «За хоробрість» = 8 дукатів (28 грам), 40 мм;
Золота медаль з бронзовою позолотою = 20,2 грама, 40 мм;
Срібна медаль «За хоробрість» першого класу = 17 грам, 40 мм;
Срібна медаль «За хоробрість» першого класу з бронзовою позолотою = 17,6 грам, 40 мм;
Срібна медаль «За хоробрість» першого класу, без підпису медаліста = 17,6 грам, 40 мм;
Срібна медаль «За хоробрість» першого класу, військовий метал = невідомо, 40 мм;
Срібна медаль «За хоробрість» другого класу = 17 грам, 30 мм, проте, товщі ніж медалі першого класу;
Срібна медаль «За хоробрість» другого класу, військовий метал = невідомо, 30 мм, проте, товщі ніж медалі першого класу;
Бронзова медаль «За хоробрість» = 15,4 грама, 30 мм;
Бронзова медаль «За хоробрість» у бойовому металі = 12,5 грам, 30 мм.

Бронзова медаль спочатку складалася з 50% міді та 50% гарматної бронзи. 
Слово «BRONZE» зустрічається на золотих медалях із бронзовою позолотою.
| Роки        | Правлячий імператор | Аверс                                      | Реверс               | Клас нагороди        | Надписи |
| ----------- | ------------------- | ------------------------------------------ | -------------------- | -------------------- | --- |
| 1789 - 1792 | Йосиф II            |                                            |                      |                      | Аверс: над бюстом «нім. JOSEPH II» (Йосиф II) |
| 1789 - 1792 | Йосиф II            |                                            |                      |                      | |
| 1792 - 1804 | Франц II            |                                            |                      | І клас               | Аверс: над бюстом «нім. FRANZ II» (Йосиф II) |
| 1792 - 1804 | Франц II            | II клас                                    |                      |                      | |
| 1804 - 1839 | Франц II            |                                            |                      | І клас               | |
| 1804 - 1839 | Франц II            | II клас                                    |                      |                      | |
| 1839 - 1849 | Фердинанд І         |                                            |                      | І клас               | |
| 1839 - 1849 | Фердинанд І         | 2 клас (Мала Срібна)                       | 2 клас (Мала Срібна) | II клас (1 та 2 ст.) | |
| 1849 -1859  | Франц Йосиф І       |                                            |                      | І клас               | Аверс: над бюстом «нім. FRANZ JOSEPH I KAISER VON OESTERREICH» (Франц Йосиф І імператор Австрії), ; Реверс: «нім. DER TAPFERKEIT» (За хоробрість) |
| 1849 -1859  | Франц Йосиф І       | 1 клас (Велика Срібна)2 клас (Мала Срібна) |                      | II клас (1 та 2 ст.) | |
| 1859-1866   | Франц Йосиф І       |                                            |                      | І клас               | Аверс: над бюстом «нім. FRANZ JOSEPH I V.G.G. KAISER V. OESTERREICH» (Франц Йосиф І милістю Божою імператор Австрії), ; Реверс: «нім. DER TAPFERKEIT» (За хоробрість)                                                                                              |
| 1859-1866   | Франц Йосиф І       | 1 клас (Велика Срібна)2 клас (Мала Срібна) |                      | II клас (1 та 2 ст.) | Аверс: над бюстом «нім. FRANZ JOSEPH I V.G.G. KAISER V. OESTERREICH» (Франц Йосиф І милістю Божою імператор Австрії), ; Реверс: «нім. DER TAPFERKEIT» (За хоробрість)                                                                                              |
| 1866 - 1917 | Франц Йосиф І       |                                            |                      | І клас               | Аверс: над бюстом «нім. FRANZ JOSEPH I V.G.G. KAISER V. OESTERREICH» (Франц Йосиф І милістю Божою імператор Австрії), ; Реверс: «нім. DER TAPFERKEIT» (За хоробрість)                                                                                              |
| 1866 - 1917 | Франц Йосиф І       |                                            |                      | II клас (1 та 2 ст.) | Аверс: «нім. FRANZ JOSEPH I V.G.G. KAISER V. OESTERREICH» (Франц Йосиф І милістю Божою імператор Австрії); Реверс: «нім. DER TAPFERKEIT» (За хоробрість) |
| 1866 - 1917 | Франц Йосиф І       |                                            |                      | ІІІ клас             | Аверс: «нім. FRANZ JOSEPH I V.G.G. KAISER V. OESTERREICH» (Франц Йосиф І милістю Божою імператор Австрії); Реверс: «нім. DER TAPFERKEIT» (За хоробрість) |
| 1917-1918   | Карл І              |                                            |                      | І клас               | Аверс: навкруги бюсту «лат. CAROLVS D.G. IMP. AVST. REX BOH. ETC. ET REX APOST. HVNG.» (Карл милістю Божою імператор Австрії, король Богемії і т.д. і Апостольський Король Угорщини) нижче плеча – «KAUTSCH» (дизайнер) ; Реверс: «лат. FORTITVDINI» (Хоробрість). |
| 1917-1918   | Карл І              |                                            |                      | II клас (1 та 2 ст.) | Аверс: «лат. CAROLVS D.G. IMP. AVST. REX BOH. ETC. ET REX APOST. HVNG.» (Карл милістю Божою імператор Австрії, король Богемії і т.д. і Апостольський Король Угорщини); Реверс: «лат. FORTITVDINI» (Хоробрість).                                                    |
| 1917-1918   | Карл І              |                                            |                      | ІІІ клас             | Аверс: «лат. CAROLVS D.G. IMP. AVST. REX BOH. ETC. ET REX APOST. HVNG.» (Карл милістю Божою імператор Австрії, король Богемії і т.д. і Апостольський Король Угорщини); Реверс: «лат. FORTITVDINI» (Хоробрість).                                                    |

## Нагороджені
Найбільшу кількість нагороджень Медаллю отримав льотчик в званні заступника офіцера Юліус Арігі. Він був нагороджений «Золотою медаллю» і «Срібною І ступеня» по чотири рази, а «Срібною II ступеня» і «Бронзовою» — по два.
Капітан «Цісарських єгерів» Йохан Харват був єдиним офіцером, нагородженим «Золотою медаллю» двічі. 
Єдиною людиною, що отримала «Золоту медаль» і як нижній чин, і як офіцер був Карл Ріттер фон Айсс. Перший раз він був нагороджений нею в травні 1915 року будучи в званні кадета, а другий — як обер-лейтенант резерву восени 1918.
Було щонайменше дві жінки-українки, які отримали Срібну медаль «За хоробрість» II ступеня – Олена Степанів (офіцерка) та фельдвебель Софія Галечко, остання нагороджена двічі.